# Dawn Olivieri
Pour les articles homonymes, voir Olivieri.
Dawn Olivieri est une actrice américaine née le 8 février 1981.

## Biographie
En terminant la 4e saison sur Heroes en tant que tentatrice tatouée "Lydia", elle a également joué sur My Boys de TBS, Knight Rider de NBC, Trust Me de TNT et Stargate: Atlantis de SyFy, et sur "How I Met Your Mother" de CBS. Olivieri a joué un rôle principal dans le film SyFy Hydra, et elle est la voix de Pepper Potts dans la nouvelle série animée Avengers sur Disney XD. Elle est apparue dans le numéro d'octobre 2009 de Maxim. Olivieri est apparu sur Entourage de HBO le 13 septembre 2009, et a organisé un concours sur Scripped. Elle a récemment exprimé dans le jeu vidéo, inFamous 2 en tant que Lucy Kuo.

## Filmographie

### Cinéma
| Année | Film                   | Rôle               | notes |
| ----- | ---------------------- | ------------------ | ----- |
| 2006  | Paradise Lost          | Dana               |       |
| 2006  | The Devil's Den        | Jezebel            |       |
| 2008  | Dozers                 | Ashley             |       |
| 2009  | Drop Dead Gorgeous     | Brooke             |       |
| 2009  | Takedown               | Jessica            |       |
| 2013  | Plush                  | Annie              |       |
| 2013  | American Bluff         | Cosmo Girl         |       |
| 2013  | Missionary             | Katherine Kingsmen |       |
| 2014  | Supremacy              | Doreen             |       |
| 2014  | A Change of Heart      | Laurie             |       |
| 2014  | To Whom It May Concern | Anna               |       |
| 2017  | Bright                 | Sherri Ward        |       |
| 2018  | Criminal Squad         | Debbie Flanagan    |       |

### Télévision
| Année      | Titre                               | Rôle                     | Notes                                                                                   |
| ---------- | ----------------------------------- | ------------------------ | --------------------------------------------------------------------------------------- |
| 2004       | The Player                          | Herself                  |                                                                                         |
| 2005       | CSI: Crime Scene Investigation      |                          | Épisode: "Bodies in Motion"                                                             |
| 2005       | Deal or No Deal                     | Model #14                | 5 épisodes                                                                              |
| 2006       | Las Vegas                           | Sheri                    | Épisode: "Urban Legends"                                                                |
| 2006       | Veronica Mars                       | Maggie                   | Épisode: "The Quick and the Wed"                                                        |
| 2006, 2008 | How I Met Your Mother               | Anna                     | Épisodes: "Ted Mosby: Architect", "The Bracket"                                         |
| 2008       | Stargate: Atlantis                  | Neeva Casol              | Épisode: "Identity"                                                                     |
| 2009       | Hydra                               | Gwen Russell             | TV movie                                                                                |
| 2009       | Cold Case : Affaires classées       | Vonda Martin             | Épisode: "Hoodrats"                                                                     |
| 2009       | Entourage                           | Costume Fitting Girl     | Épisode: "Security Briefs"                                                              |
| 2009–2010  | Heroes                              | Lydia                    | Volume Five: Redemption                                                                 |
| 2010       | True Blood                          | Janice Herveaux          | Épisode: "9 Crimes"                                                                     |
| 2010       | Rules of Engagement                 | Cheyenne                 | Épisode: "Refusing to Budget"                                                           |
| 2011       | Avengers : L'Équipe des super-héros | Pepper Potts (voice)     | dessin animé                                                                            |
| 2011       | The Vampire Diaries                 | Andie Star               | 5 épisodes : "Daddy Issues", "Crying Wolf", "The Dinner Party", "Klaus", "The Birthday" |
| 2011       | Californication                     | Actress Karen            | Épisode: "... And Justice for All"                                                      |
| 2012–2016  | House of Lies                       | Monica Talbot            | actrice principale                                                                      |
| 2016       | Lucifer                             | Lieutenant Olivia Monroe | Quelques brefs apparitions                                                              |
| 2017       | Seal Team                           | Amy Nelson               | Épisodes 15-16-17-18-29-22                                                              |
| 2021       | 1883                                | Claire Dutton            | Épisodes 1 et 2                                                                         |
| 2022       | Yellowstone                         | Sarah Atwood             |                                                                                         |

## Liensexternes
- Ressources relatives à l'audiovisuel :   - AllMovie
  - Allociné
  - IMDb
- Notices d'autorité :   - VIAF
  - ISNI
  - BnF (données)
  - LCCN
  - GND
  - Pologne
  - NUKAT
  - WorldCat
- « Dawn Olivieri » (présentation), sur l'Internet Movie Database